# Valdahon
Valdahon là một xã của tỉnh Doubs, thuộc vùng Bourgogne-Franche-Comté, miền đông nước Pháp.

## Dân số
| 1962                                 | 1968 | 1975 | 1982 | 1990 | 1999 | 2006 |
| ------------------------------------ | ---- | ---- | ---- | ---- | ---- | ---- |
| 1779                                 | 2252 | 2597 | 3242 | 3534 | 4027 | 4728 |
| Từ năm 1962: Dân số không tính trùng |      |      |      |      |      |      |